# Ente territoriale
Un ente territoriale è un ente pubblico autonomo, che ha tra i suoi elementi costitutivi il territorio, il quale è essenziale per l'esistenza dell'ente. Gli enti pubblici che non appartengono a questa categoria sono detti enti non territoriali.
Sono enti territoriali le regioni e gli enti locali, per i quali il territorio della circoscrizione non è solo limite della competenza degli organi, ma anche elemento costitutivo dell'ente stesso, i cui organi di governo sono rappresentativi della popolazione residente. Con riferimento agli enti locali si suole parlare di autonomie locali.

## Caratteri generali
Gli enti territoriali curano gli interessi (e sono, quindi, enti esponenziali) di una collettività costituita da tutti coloro che risiedono nel loro territorio (che può essere l'intero territorio nazionale o una sua parte, ossia una circoscrizione), vale a dire di comunità territoriale nella sua interezza, il che conferisce loro il carattere della politicità. Lo Stato è ente sovrano, mentre gli enti territoriali locali sono enti autonomi, in quanto curano gli interessi di una collettività in posizione di più o meno ampia autonomia dallo Stato e da altri enti pubblici.
Attraverso gli enti territoriali locali si realizza l'autogoverno delle comunità residenti nelle rispettive circoscrizioni, secondo vari gradi di autonomia che raggiunge il massimo nei sistemi federali. L'autogoverno è la condizione di quegli enti pubblici di tipo corporativo che si amministrano per mezzo di propri organi i cui componenti sono scelti direttamente dal corpo elettorale degli associati (o costituiti direttamente da questi, nei casi di democrazia diretta); ciò, peraltro, oltre che per gli enti territoriali, può avvenire anche per alcuni enti istituzionali (e, in particolare, per gli enti ad autonomia funzionale quali, nell'ordinamento italiano, gli ordini e collegi professionali). L'istituto dell'autogoverno deriva dal self-government anglosassone, anche se negli ordinamenti di common law gli enti territoriali locali (contee, distretti, boroughs ecc.) sono considerati organi locali dello stato dotati di personalità giuridica.

## Nelle forme di stato
Secondo il grado di autonomia attribuito agli enti territoriali locali, si possono distinguere tre diverse forme di stato:
- lo stato unitario nel quale agli enti territoriali locali sono attribuite solo funzioni amministrative, nonché funzioni normative limitate, però, all'emanazione di atti normativi subordinati alla legge nella gerarchia delle fonti del diritto. Tali funzioni, inoltre, sono attribuite dalla legge e non dalla costituzione (che garantisce al più l'esistenza dell'ente);
- lo stato regionale nel quale all'ente territoriale locale di livello più elevato (solitamente denominato regione) sono attribuite anche funzioni legislative, potendo emanare atti normativi aventi lo stesso rango delle leggi statali. Le sue funzioni, inoltre, sono previste e quindi garantite da una costituzione rigida;
- lo stato federale nel quale all'ente territoriale locale di livello più elevato (per lo più denominato stato, ma anche provincia, cantone ecc.) sono attribuite, oltre a funzioni amministrative e legislative, anche funzioni giurisdizionali (ma non mancano eccezioni, come l'Austria e l'India). Inoltre, non solo le sue funzioni sono previste e garantite da una costituzione rigida ma gli è anche riconosciuto il potere di partecipare al procedimento di revisione della stessa.

Va tuttavia tenuto presente che la distinzione tra stato regionale e federale è nella pratica meno netta, essendovi realtà che presentano caratteristiche intermedie e sono difficilmente collocabili nell'una piuttosto che nell'altra categoria (un esempio è il Belgio). Ciò ha portato alcuni autori a ritenere che, in realtà, le differenze siano più quantitative che qualitative e si possano considerare variazioni di un'unica forma di stato composto (o autonomico).

## Nel mondo

### Italia
Nell'ordinamento italiano sono enti territoriali:
- lo Stato, che è ente territoriale nazionale;
- gli enti territoriali che, secondo l'art. 114 della Costituzione, costituiscono assieme allo Stato la Repubblica Italiana, ossia comuni, province, città metropolitane e regioni;
- gli ulteriori enti territoriali non previsti dall'art. 114 della Costituzione ma elencati nell'art. 2 del D.lgs. 18 agosto 2000, n. 267 (Testo unico delle leggi sull'ordinamento degli enti locali), ossia comunità montane, comunità isolane, unioni di comuni e consorzi fra enti territoriali.